# Mezinárodní elektrotechnický slovník
Mezinárodní elektrotechnický slovník, International Electrotechnical Vocabulary (IEV), slouží k podpoře celosvětového sjednocení terminologie v oblasti elektrotechniky, elektroniky a telekomunikací. Je vyvinut technickou komisí IEC 1 (Terminologie) a publikován jako soubor norem IEC 60050 a online jako Electropedia. Databáze Electropedia obsahuje (r. 2021) anglické a francouzské definice pro více než 22 000 pojmů a poskytuje termíny až v 18 dalších jazycích.

## Struktura
Hesla IEV jsou rozdělena do 9 tříd, které seskupují slovní zásobu do několika tematických oblastí. Názvy tříd jsou následující:
- Třída 1: Obecné pojmy
- Třída 2: Materiály
- Třída 3: Měření, automatické řízení
- Třída 4: Elektrická zařízení
- Třída 5: Elektronická zařízení
- Třída 6: Výroba, přenos a rozvod elektrické energie
- Třída 7: Informační a komunikační technologie
- Třída 8: Zvláštní použití
- Třída 9: Normalizace a související činnosti

Třídy jsou dále rozděleny na jednotlivé předměty speciálních oborů, nazývané části IEV a označené třímístným číslem (PPP). Části jsou rozděleny do oddílů, které mají dvoumístné číslo (SS). V každém oddílu jsou uvedeny tematicky řazené položky IEV, které mají obecně také dvoumístné číslo (EE). Výsledkem je, že identifikátor IEV pro každý terminologický pojem odpovídá vzoru PPP-SS-EE.

## Vývoj od IEV k Elektropedii

### Historie IEV
Na prvním zasedání Rady Mezinárodní elektrotechnické komise (IEC) v říjnu 1908 pan A. J. Balfour (později Lord Balfour) poukázal na velkou hodnotu práce, kterou se IEC chystá vynaložit na sjednocení elektrotechnické terminologie. První poradní výbor, AC – tyto AC byly předchůdci dnešních technických výborů – byl založen v r. 1910 pod vedením belgického předsedy a měl za úkol harmonizovat elektrotechnickou nomenklaturu. Do roku 1914 vydala IEC první seznam termínů a definic pokrývajících elektrická zařízení a přístroje, seznam mezinárodních písmenných značek pro veličiny a značky pro názvy jednotek, seznam definic v souvislosti s hydraulickými turbínami a řadu definic a doporučení týkající se točivých strojů a transformátorů. Byly vytvořeny čtyři technické výbory zabývající se nomenklaturou, značkami, hodnocením elektrických strojů a hnacími stroji.

### První vydání IEV
V r. 1927  byl dohodnut systém třídění do skupin a oddílů, systém číslování termínů a definic, přibližný rozsah IEV a dalších důležitých položkách. První vydání IEV bylo publikováno v r. 1938 s 2 000 termíny a definicemi v angličtině a francouzštině a termíny v němčině, italštině, španělštině a  esperantu. Byl to výsledek trpělivé práce po dobu 28 let.

### IEV roste a pokračuje jako online: Elektropedie (Electropedia)
Ačkoli cíl IEV zůstává nezměněn - poskytnout přesné, stručné a správné definice mezinárodně přijímaných pojmů v oblasti elektrotechniky, elektroniky a telekomunikací – rozšířil se od roku 1938 rozsah IEV v souladu s rozvojem elektrotechnického průmyslu.
Technických komisí IEC je nyní více než 90, s téměř stejným počtem subkomisí  a v IEV je více než 22 000 záznamů, které pokrývají více než 80 tematických oblastí. Termíny a definice jsou k dispozici v angličtině a francouzštině a ekvivalentní termíny ] jsou k dispozici v arabštině, čínštině, češtině, finštině, němčině, italštině, japonštině, norštině (Bokmål a Nynorsk), polštině, portugalštině, ruštině, srbštině, slovinštině, španělštině a švédštině (pokrytí se liší podle oborů). IEV byl původně vyvinut a publikován jako soubor  mezinárodních norem, původně pod referenčním číslem IEC 50 a později přečíslován na IEC 60050, přičemž každá část normy pokrývala daný předmět, jako je teorie obvodů, práce pod napětím a elektrobiologie. Online verze IEV byla pod jménem Electropedia spuštěna 2. dubna 2007.

### Elektropedie se stává databázovou normou
Jakožto soubor položek spravovaných v databázi je IEV ideální mezinárodní normou, kterou lze spravovat podle databázového postupu IEC. Pomocí databáze přístupné na webu a elektronické komunikace vyhodnocuje a validuje žádosti o změnu databáze tým validátorů složený z odborníků jmenovaných svými národními výbory a jednajících jako delegáti jejich jménem. Změna může zahrnovat přidání nebo odstranění, revizi (redakční nebo technickou revizi) nebo jednoduchou opravu a může se vztahovat na jednu nebo více položek v databázi. Databázová procedura zahrnuje shromažďování připomínek a fáze validace tradičního procesu vývoje norem a umožňuje jak zrychlený, tak i tradiční postup.

### Další vývoj
Technická komise IEC 1, Terminologie, v současné době zvažuje, zda má komunita IEC zájem o rozvoj slovní zásoby směrem k elektrotechnologické ontologii zahrnující elektrické, elektronické a příbuzné obory.